# Gaststätte Delle

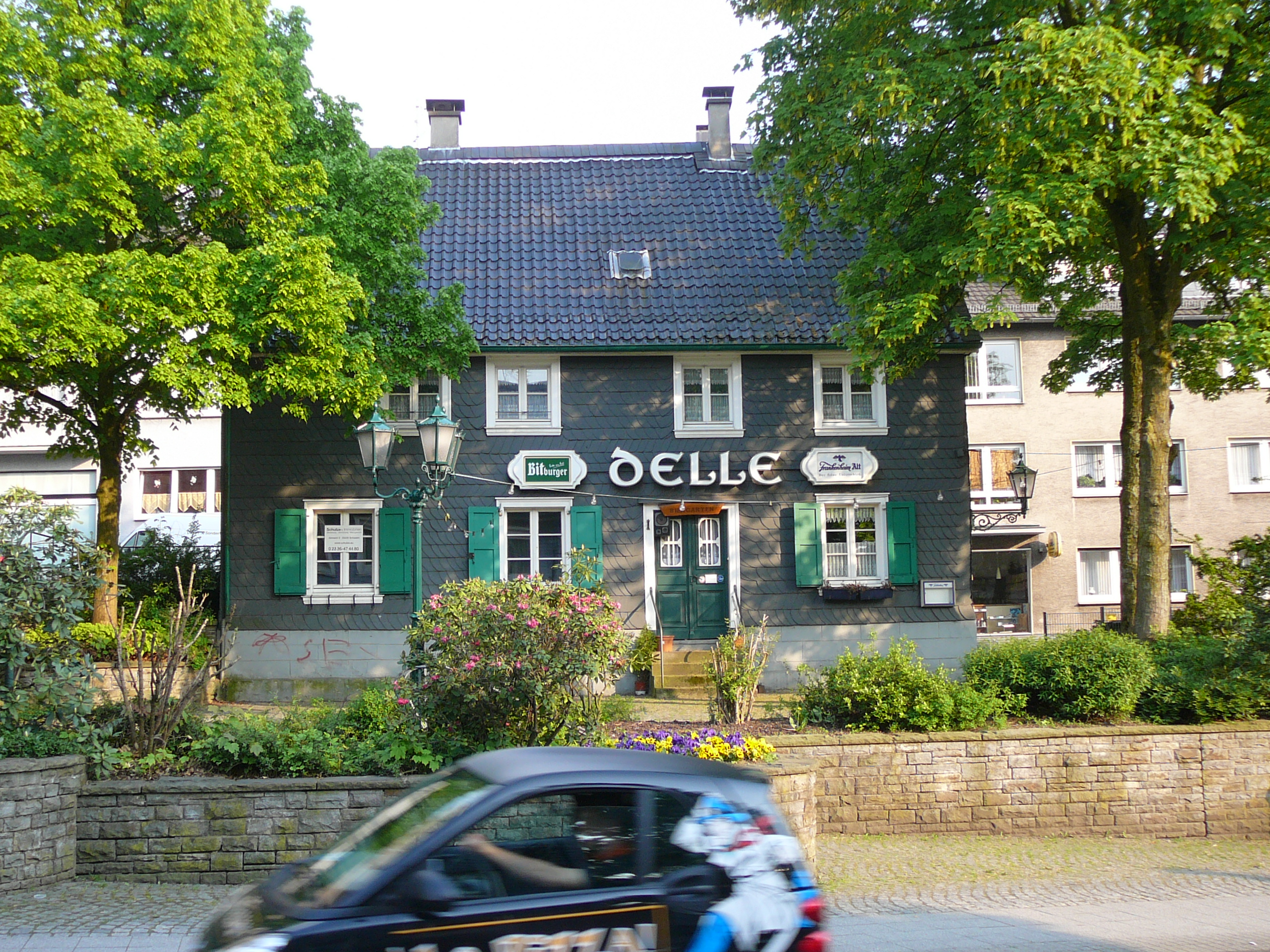
Die Gaststätte „Delle“ (2009)

Die Gaststätte „Delle“ ist ein zweigeschossiges Wohn- und Geschäftshaus mit der Anschrift Odoakerstraße 3 in Wuppertal-Langerfeld.

## Baubeschreibung und Geschichte
Das Gebäude stammt aus dem späten 18. Jahrhundert. Das Fachwerkhaus ist verschiefert und mit einem Satteldach überdeckt. Lediglich zur östlichen Fassade ist das Gefache sichtbar. Mit seinen grünen Fensterläden und geweissten Laibungen verkörpert es den Bergischen Stil.
Nach längerem, fast siebenjährigem Leerstand wurde die Traditionsgaststätte am 1. September 2015 nach einer Zwangsversteigerung unter neuer Führung wiedereröffnet.

## Denkmalschutz
Das Gebäude bildet mit den Häusern Schwelmer Straße 5 und 8 sowie der Odoakerstraße 1 ein Gebäudeensemble um die Alte Kirche und stellt den historischen Ortskern Langerfelds dar. Am 14. April 1989 wurde das Haus als Baudenkmal in die Denkmalliste der Stadt Wuppertal eingetragen.